# Johannes Wallner
Johannes Wallner (* 7. November 1988 in Erfurt) ist ein deutscher Koch.

## Werdegang
Nach der Ausbildung in Grömitz ging Wallner 2010 ins Restaurant  Zumnorde in Erfurt. Dann wechselte er 2011 nach Zermatt zum Hotel Mirabeau und 2012 zum The Omnia Hotel zu Patrick Weber ebenfalls in Zermatt. 2014 wurde er Souschef im Restaurant Clara bei Maria Groß im Kaisersaal in Erfurt.
Im September 2015 wurde er Küchenchef im Restaurant Clara, das 2016 erneut mit einem Stern im Guide Michelin ausgezeichnet wurde.
Im August 2018 übernahm Wallner die Küchenleitung des Restaurant Anna im Hotel Elephant.

## Auszeichnungen
- 2015: Ein Stern im Guide Michelin 2016